# Partido di Ayacucho
Il partido di Ayacucho è un dipartimento (partido) dell'Argentina facente parte della Provincia di Buenos Aires. Il capoluogo è Ayacucho.
Secondo il censimento del 2001 il partido contava una popolazione di 19.669 abitanti, con un aumento dello 0,2% rispetto al censimento del 1991.
Il partido comprende le seguenti località principali:
- Ayacucho (16.444 ab. nel 2001)[2]
- Udaquiola (66 ab.)
- La Constancia (55 ab.)
- Solanet (52 ab.)